# Calouste Gulbenkian
Calouste Sarkis Gulbenkian; en el armenio occidental: Գալուստ Սարգիս Կիւլպէնկեան (Scutari, hoy Üsküdar, Turquía, 23 de marzo de 1869 - Lisboa, 20 de julio de 1955) fue un ingeniero, empresario, coleccionista y filántropo armenio nacionalizado británico. Su actividad profesional se desempeñó en el sector del petróleo y de hecho él fue uno de los pioneros en el desarrollo del sector petrolífero en Oriente Medio. En 1942 se exiló en Portugal, y como filántropo realizó una gran contribución en el desarrollo cultural en Portugal. Su herencia fue el origen de la actual portuguesa Fundación Calouste Gulbenkian.

## Estudios e inicio de la carrera
Estudió ingeniería en el King's College de Londres. Se hizo ciudadano británico en 1902. Inmediatamente después de terminar los estudios se encaminó por el negocio del petróleo y fue uno de los primeros hombres de negocios en comerciar con el petróleo de Oriente Medio. Estuvo envuelto en la fundación de la compañía petrolífera Royal Dutch Shell e impulsó la creación de Turkish Petroleum Company.
Tras la caída del Imperio otomano con la Primera Guerra Mundial, el petróleo de Irak se repartió entre los países aliados y se controló por la Iraq Petroleum Company (IPC).

## «Señor 5%»
Se le conoció como Mr Five Percent (Señor 5%) desde que en 1914, los principales accionistas de Turkish Petroleum Company se vieran obligados a concederle una participación del 5% sin derecho a voto para facilitar la reorganización accionarial que daba entrada a Anglo-Persian Oil Company sustituyendo al National Bank of Turkey (del cual Gulbenkian era un importante accionista). Este acuerdo fue clave para dar satisfacción al deseo del gobierno británico de asegurarse el control de eventuales descubrimientos de petróleo en Irak.

## Actividades filantrópicas
La riqueza que acumuló le permitió satisfacer su pasión por las obras de arte, una afición que había sentido desde la adolescencia: inició su colección de arte a los 14 años cuando compró algunas monedas antiguas en un bazar. Se calcula que a lo largo de su vida acumuló unas 6.000 piezas artísticas, las cuales en su mayoría se alojaron en lujosas mansiones donde Gulbenkian no pernoctaba, pues prefería hacerlo en hoteles. Entre sus adquisiciones más importantes, sobresalen obras de Rembrandt y Houdon procedentes del Hermitage de San Petersburgo que el gobierno soviético accedió a vender para obtener divisas. 
Durante la II Guerra Mundial se marchó a Portugal y a su muerte legó sus bienes a Portugal en forma de una fundación, la Fundación Calouste Gulbenkian, localizada en su antigua residencia de Lisboa.
En 1930-1932 presidió la Unión General Armenia de Beneficencia, que en ese entonces tenía su sede en El Cairo.